# 东大名路
东大名路是中国上海市虹口区东南部的一条街道，东西走向，西起溧阳路接大名路桥（外虹桥）及大名路，东以惠民路为界接杨树浦路，长1676米，宽13米到32.5米。
东大名路原名东百老汇路（East Broadway Road），为上海公共租界工部局修筑于1864年之前，最初名百老汇路（Broadway Road），1877年将虹口港外虹桥以东改名东百老汇路（East Broadway Road）。1943年汪精卫政府接收租界时改名东大名路。
东大名路毗邻黄浦江码头，沿路为港区装卸公司，378号为原英商耶松船厂，今上海远洋运输公司。817号为南洋兄弟烟草公司（今高阳公寓）。东端提篮桥附近，有远洋宾馆、大名饭店。旅顺路以东、高阳路以西、东大名路以南的黄浦江沿岸为上海港国际客运中心。